# Mercedes Marcó del Pont

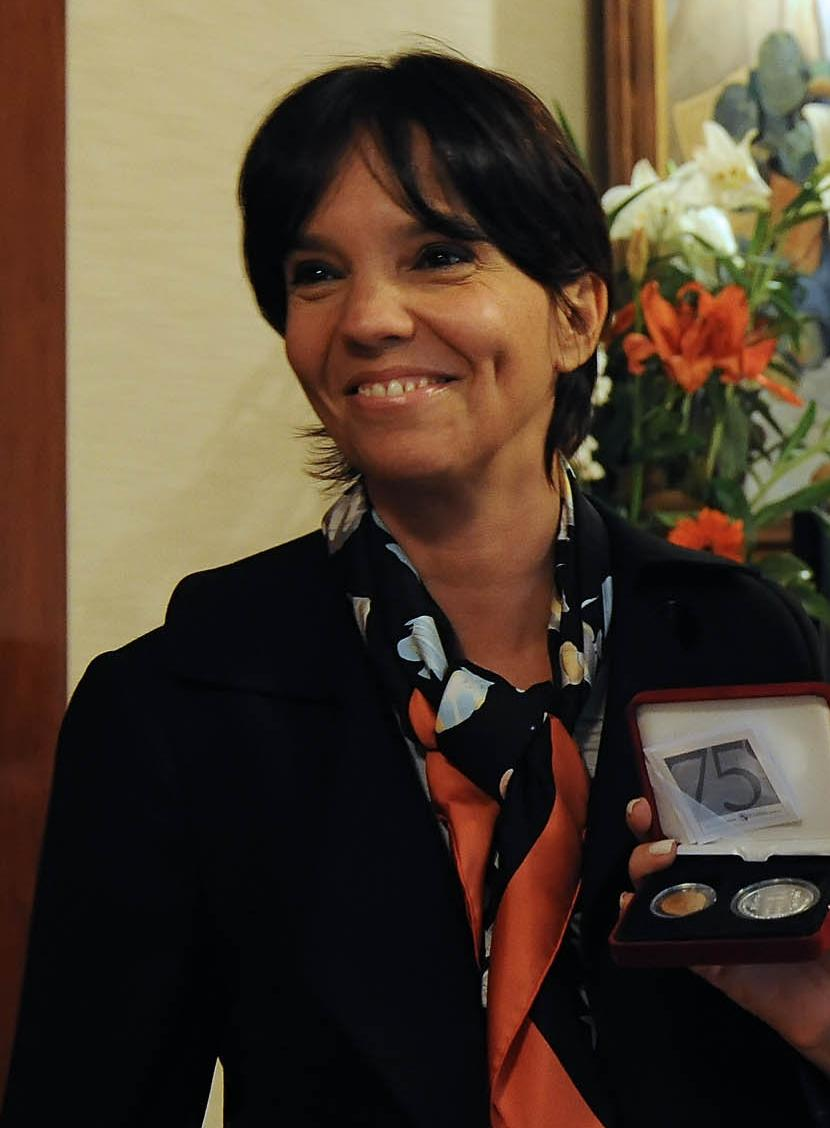
Mercedes Marcó del Pont (2010)

Mercedes Marcó del Pont (* 28. August 1957) ist eine argentinische Wirtschaftswissenschaftlerin, Politikerin, Bankmanagerin und Finanzbeamtin.

## Werdegang
Marcó del Pont studierte Wirtschaftswissenschaft an der Universidad de Buenos Aires, an der sie 1982 graduierte. Kurzzeitig für den Consejo Latinoamericano de Ciencias Sociales und als wissenschaftliche Assistentin an der Universidad de Buenos Aires tätig, setzte sie ihr Studium an der Yale University fort. Nach ihrem Abschluss als Master 1987 kehrte sie nach Argentinien zurück, wo sie für den Think Tank Fundación de Investigaciones para el Desarrollo (FIDE) arbeitete. Ab 1989 war sie im argentinischen Wirtschaftsministerium im Bereich Petrochemieindustrie tätig, 1991 kehrte sie als Direktorin zu FIDE zurück. Zwischen 1999 und 2002 war sie als Dozentin an der Universidad Nacional de Lomas de Zamora. Dabei gehörte sie 2000/01 zur Grupo Fénix, einer sich während der Rezession in Argentinien konstituierender Gruppe prominenter argentinischer Ökonomen, die mit dem Plan Fénix eine Strategie für den Wiederaufbau der argentinischen Wirtschaft im Hinblick auf ein Wachstum in Verbindung mit sozialer Gerechtigkeit erarbeitete.
2002 war Marcó del Pont kurzzeitig im Produktionsministerium unter José de Mendiguren tätig. 2005 wurde sie als Kandidatin des Parteienbündnis Frente para la Victoria in die Cámara de Diputados de la Nación Argentina gewählt. Im Februar 2008 wurde sie an die Spitze der staatseigenen Banco de la Nación Argentina berufen, in der Folge legte sie ihr Abgeordnetenmandat nieder. Am 4. Februar 2010 wechselte sie nach dem Rücktritt Martín Redrados an die Spitze der Argentinischen Zentralbank. Im November 2013 wurde sie im Rahmen einer Umstrukturierung in der Regierung und obersten Administration durch Juan Carlos Fabrega ersetzt. Anschließend war sie wieder für FIDE tätig. Im Dezember 2019 ernannte sie Präsident Alberto Ángel Fernández zur Leiterin der Steuerbehörde Administración Federal de Ingresos Públicos.

## Publikationen
- Argentine: chômage et précarisation du travail (deutsch: Argentinien: Arbeitslosigkeit und Arbeitsplatzunsicherheit), mit Hector W. Valle, Tiers-monde. Presses universitaires de France, 1998. OCLC 717292588
- Economía, crisis y resurgimiento: ¿tiempo de reformas?, (deutsch: Wirtschaft, Krise und Wiederaufschwung: Zeit für Reformen?), Hector W. Valle mit Mercedes Marcó del Pont, Verlag: Buenos Aires, Argentina: Capital Intelectual, 2004 OCLC 62758262